# Lacus Gaudii

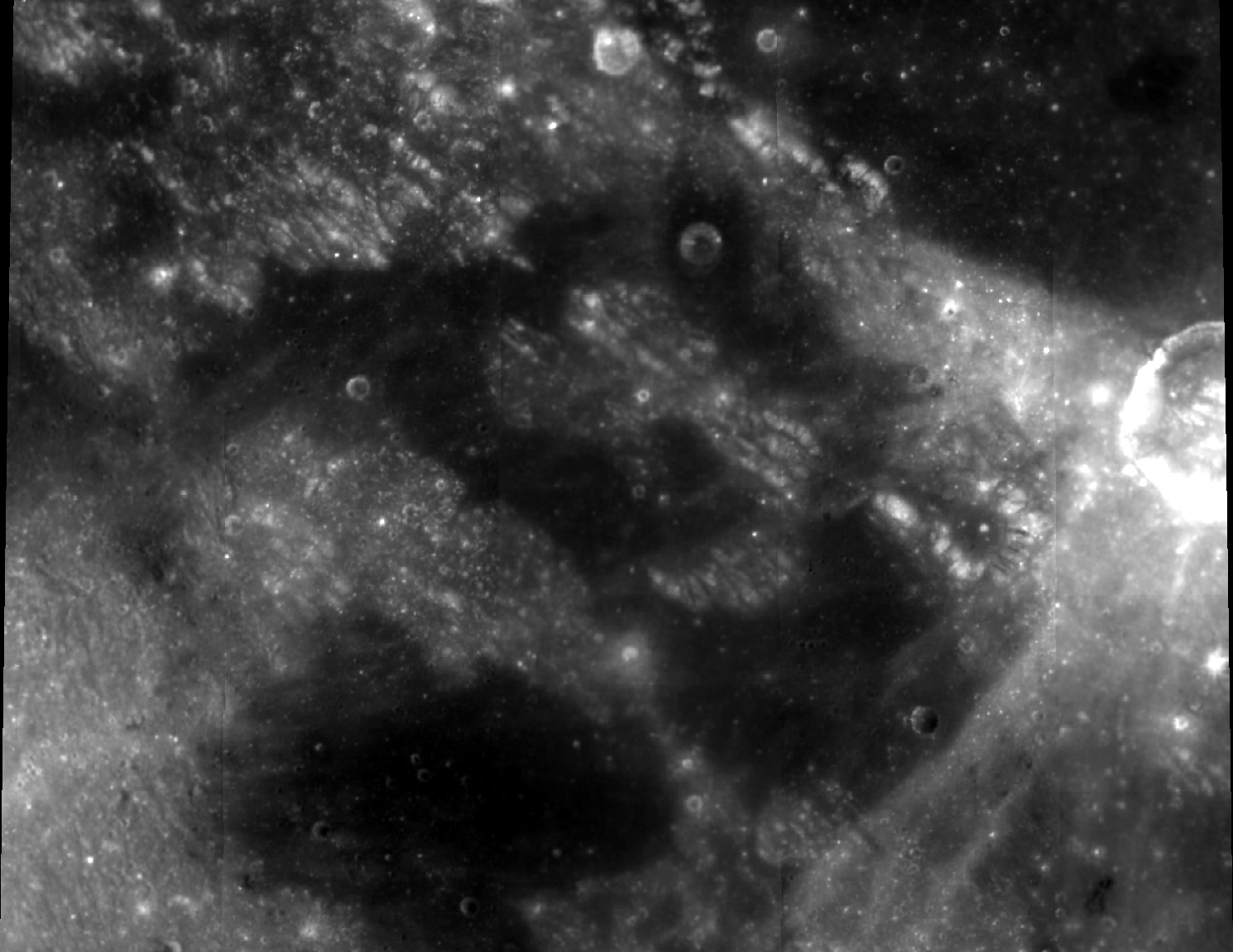
Lacus Gaudii (uprostřed), na jihovýchodě hraničí s Lacus Hiemalis. Tmavá plocha vespod snímku je Lacus Lenitatis, jasný kráter napravo je Menelaus.

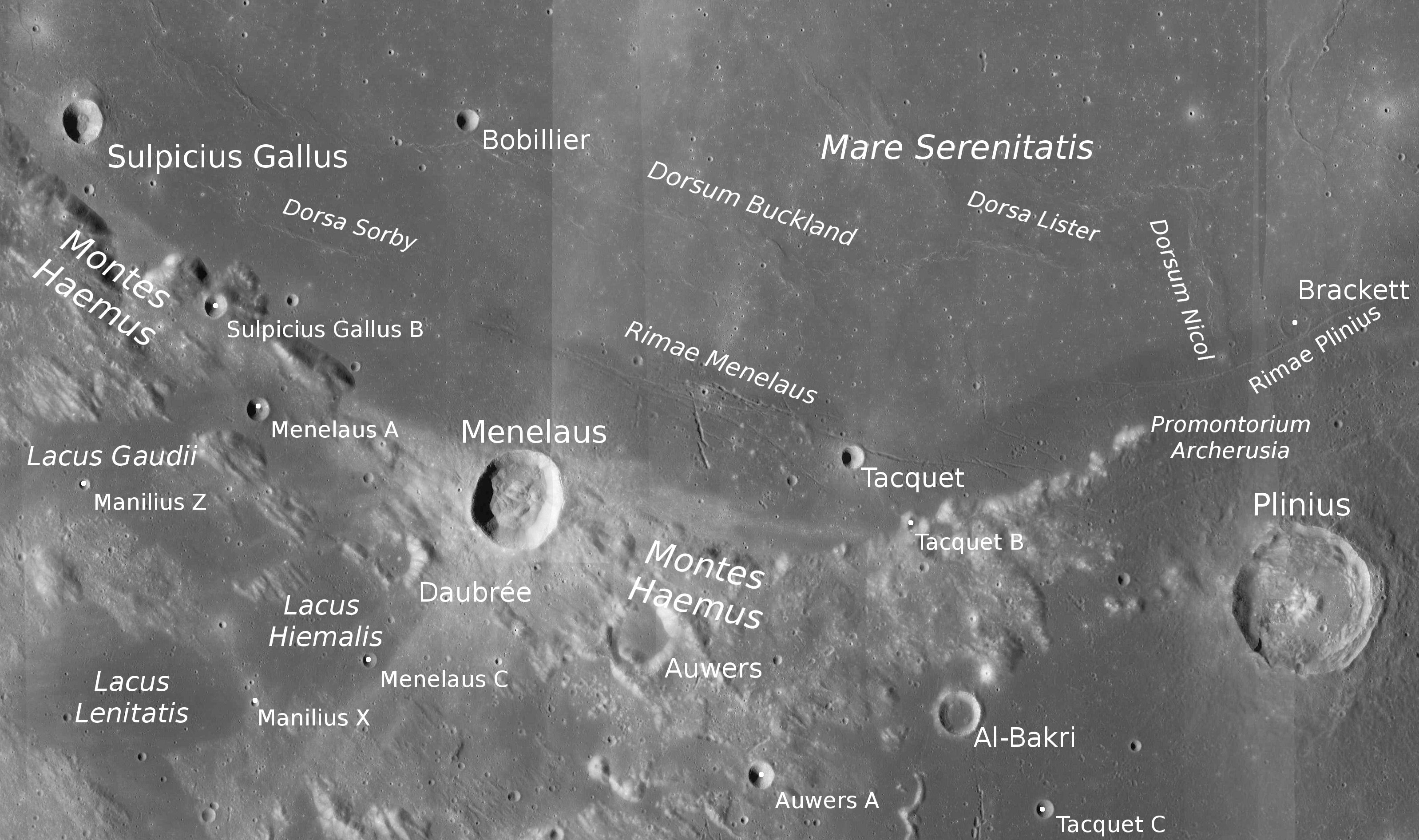
Poloha Lacus Gaudii.

Lacus Gaudii (česky Jezero radosti) je malé měsíční moře v oblasti mezi Mare Serenitatis (Moře jasu) a Mare Vaporum (Moře par). Tato oblast jihozápadně od pohoří Montes Haemus je bohatá na hladké planiny, mimo Lacus Gaudii se zde nachází ještě Lacus Odii (Jezero nenávisti), Lacus Doloris (Jezero bolesti), Lacus Lenitatis (Jezero mírnosti), Lacus Hiemalis (Jezero zimy) a Lacus Felicitatis (Jezero štěstí). Lacus Gaudii má průměr cca 100 km, jeho střední selenografické souřadnice jsou 16,3° S a 12,3° V. Lacus Gaudii leží severně od Lacus Lenitatis a severozápadně od Lacus Hiemalis. Východně se nachází výrazný kráter Menelaus.